# Südostasienspiele 1981/Badminton
Titelträger im Badminton wurden bei den Südostasienspielen 1981 im Camp Crame Gymnasium in Quezon City, Metro Manila, in fünf Einzel- und zwei Mannschaftsdisziplinen ermittelt. Die Spiele fanden vom 6. bis zum 15. Dezember 1981 statt.

## Medaillengewinner
| Disziplin    | Gold                                                                                                | Silber | Bronze |
| ------------ | --------------------------------------------------------------------------------------------------- | --- | --- |
| Herreneinzel | Liem Swie King                                                                                      | Hastomo Arbi | Misbun Sidek |
| Herreneinzel | Liem Swie King                                                                                      | Hastomo Arbi | Sarit Pisudchaikul |
| Dameneinzel  | Verawaty Fajrin                                                                                     | Ivanna Lie | Katherine Swee Phek Teh                                                                                               |
| Dameneinzel  | Verawaty Fajrin                                                                                     | Ivanna Lie | Suleeporn Jittariyakul                                                                                                |
| Herrendoppel | Rudy Heryanto Kartono                                                                               | Jalani Sidek Razif Sidek | Sigit Pamungkas Icuk Sugiarto                                                                                         |
| Herrendoppel | Rudy Heryanto Kartono                                                                               | Jalani Sidek Razif Sidek | Sawei Chanseorasmee Sarit Pisudchaikul                                                                                |
| Damendoppel  | Ruth Damayanti Verawaty Fajrin                                                                      | Theresia Widiastuti Imelda Wiguna                                                                                              | Ho Kam Meng Tay Hoe See                                                                                               |
| Damendoppel  | Ruth Damayanti Verawaty Fajrin                                                                      | Theresia Widiastuti Imelda Wiguna                                                                                              | Suleeporn Jittariyakul Sirisriro Patama                                                                               |
| Mixed        | Rudy Heryanto Imelda Wiguna                                                                         | Sigit Pamungkas Theresia Widiastuti                                                                                            | Razif Sidek Leong Choi Lean                                                                                           |
| Mixed        | Rudy Heryanto Imelda Wiguna                                                                         | Sigit Pamungkas Theresia Widiastuti                                                                                            | Preecha Sopajaree Jutatip Banjongsilp                                                                                 |
| Herrenteam   | Indonesien Hastomo Arbi Rudy Heryanto Kartono Liem Swie King Sigit Pamungkas Icuk Sugiarto          | Malaysia Saw Swee Leong Moo Foot Lian Ong Teong Boon Jalani Sidek Misbun Sidek Razif Sidek                                     | Thailand Wichit Assawanapakas Sawei Chanseorasmee Bandid Jaiyen Sarit Pisudchaikul Preecha Sopajaree Suwat Poonumphai |
| Herrenteam   | Indonesien Hastomo Arbi Rudy Heryanto Kartono Liem Swie King Sigit Pamungkas Icuk Sugiarto          | Malaysia Saw Swee Leong Moo Foot Lian Ong Teong Boon Jalani Sidek Misbun Sidek Razif Sidek                                     | Birma Maung Maung Myint Han Myint Tyun Way Nyunt Win Htut Kyi Nyunt                                                   |
| Damenteam    | Indonesien Ruth Damayanti Verawaty Fajrin Ivanna Lie Tati Sumirah Theresia Widiastuti Imelda Wiguna | Thailand Jutatip Banjongsilp Suleeporn Jittariyakul Amporn Kaitpituk Penpanor Klangthamniem Kanitta Mansamuth Sirisriro Patama | Malaysia Kok Chan Fong Leong Choi Lean Julliet Poon Katherine Swee Phek Teh                                           |
| Damenteam    | Indonesien Ruth Damayanti Verawaty Fajrin Ivanna Lie Tati Sumirah Theresia Widiastuti Imelda Wiguna | Thailand Jutatip Banjongsilp Suleeporn Jittariyakul Amporn Kaitpituk Penpanor Klangthamniem Kanitta Mansamuth Sirisriro Patama | Philippinen Corazon Anuran Diana del Castillo Go Giok Leng Leonora Rivera Demetrin Santos Rebecca Villegas            |

## Finalresultate
| Disziplin    | Sieger                           | Finalist                            | Ergebnis         |
| ------------ | -------------------------------- | ----------------------------------- | ---------------- |
| Herreneinzel | Liem Swie King                   | Hastomo Arbi                        | 15–2, 15–7       |
| Dameneinzel  | Verawaty Fajrin                  | Ivanna Lie                          | 6–11, 11–4, 11–7 |
| Herrendoppel | Rudy Heryanto Hariamanto Kartono | Jalani Sidek Razif Sidek            | 15–12, 15–6      |
| Damendoppel  | Ruth Damayanti Verawaty Fajrin   | Theresia Widiastuti Imelda Wiguna   | 15–13, 15–4      |
| Mixed        | Rudy Heryanto Imelda Wiguna      | Sigit Pamungkas Theresia Widiastuti | 15–12, 15–5      |

## Medaillenspiegel
| Platz | Land        | Gold | Silber | Bronze | Gesamt |
| ----- | ----------- | ---- | ------ | ------ | ------ |
| 1     | Indonesien  | 7    | 4      | 1      | 12     |
| 2     | Malaysia    | -    | 2      | 4      | 6      |
| 3     | Thailand    | -    | 1      | 6      | 7      |
| 4     | Singapur    | -    | -      | 1      | 1      |
| 4     | Birma       | -    | -      | 1      | 1      |
| 4     | Philippinen | -    | -      | 1      | 1      |